# カール・フリードリヒ・ダイカー
カール・フリードリヒ・ダイカー（Carl Friedrich Deiker,1836年4月3日 - 1892年3月19日）はドイツの画家である。動物画や狩猟の情景を描いた。

## 略歴
ヘッセン州のヴェッツラーで、画家、美術教師のクリスティアン・フリードリヒ・ダイカー(Christian Friedrich Deiker: 1792-1843) の息子に生まれた。兄に動物画を得意とし、ブラウンフェルスで宮廷画家を務めた、ヨハネス・ダイカー(Johannes Deiker:1822-1895)がいる。
ハーナウの美術学校(Staatliche Zeichenakademie Hanau)で学んだ後、1852年からカールスルーエの美術学校(Staatliche Akademie der Bildenden Künste Karlsruhe)で風景画家のヨハン・ヴィルヘルム・シルマーに学び、兄のヨハネス・ダイカーからも指導を受けた。
兄と同じように動物画や、狩猟の情景を描くのを専門とした。1864年から亡くなるまで、デュッセルドルフで活動した。狩猟の情景や、野生動物を描き、多くの書籍の挿絵を描いた。
弟子にイギリスの動物画家、クリンジェンダー(Louis Henry Weston Klingender)やスウェーデンの動物画家、ブルーノ・リリエフォッシュ、ドイツのフリッツ・シュルマン(Fritz Schürmann）がいる。

## 作品

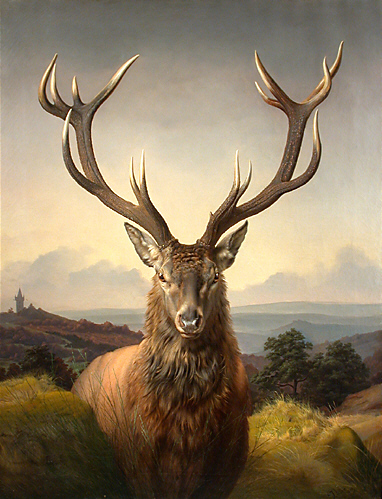
「牡鹿」
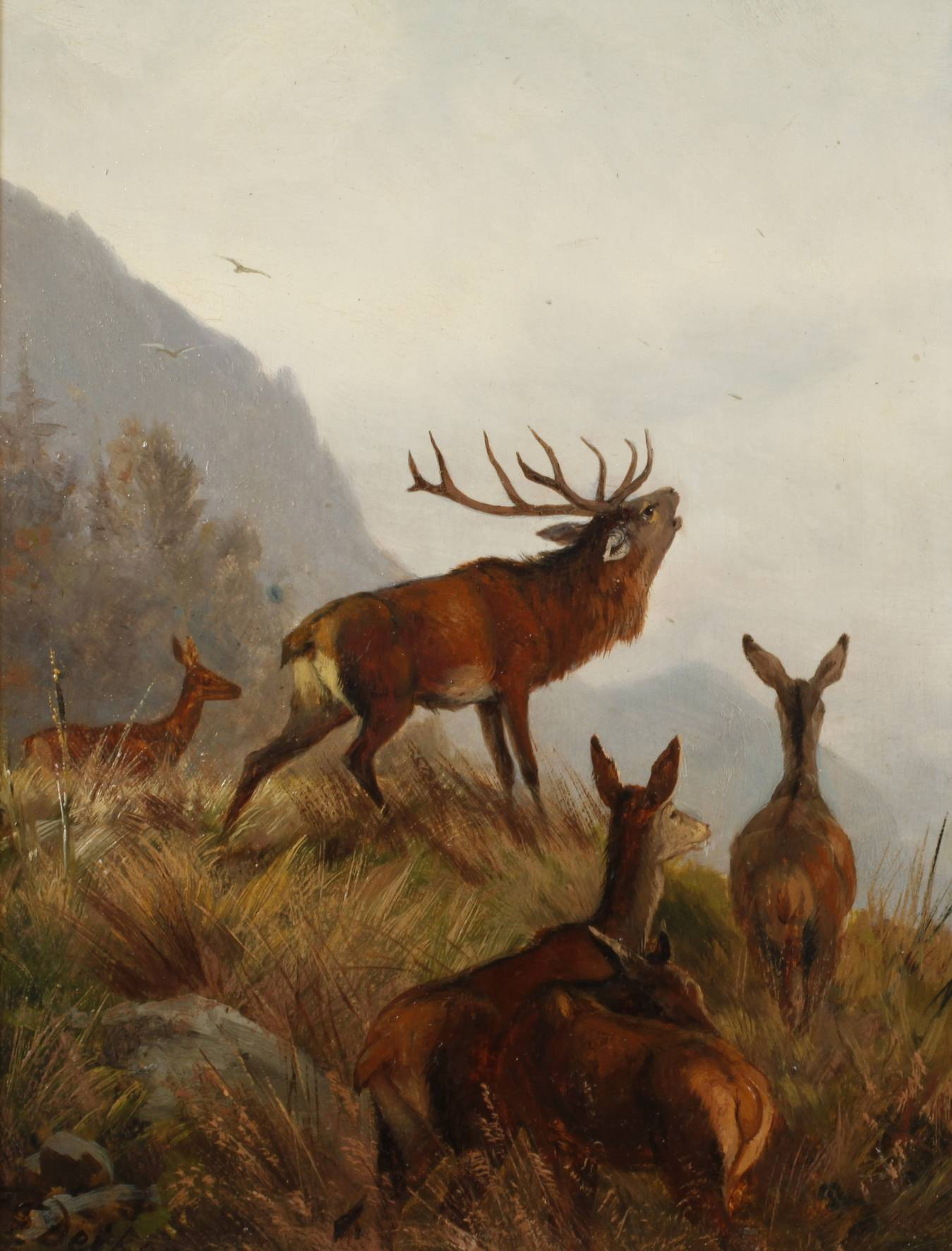
「鹿の群れ」
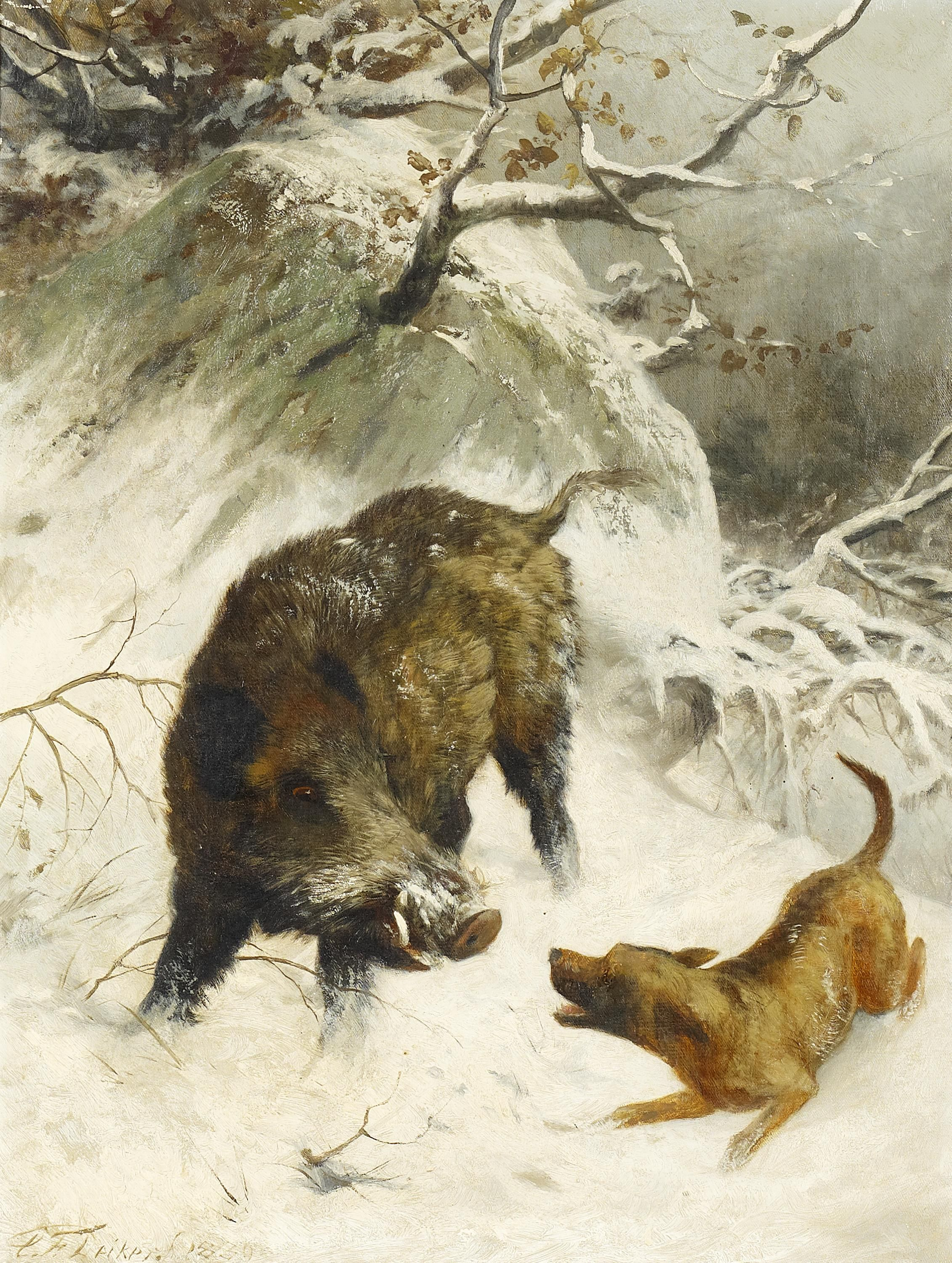
「猟犬と猪」
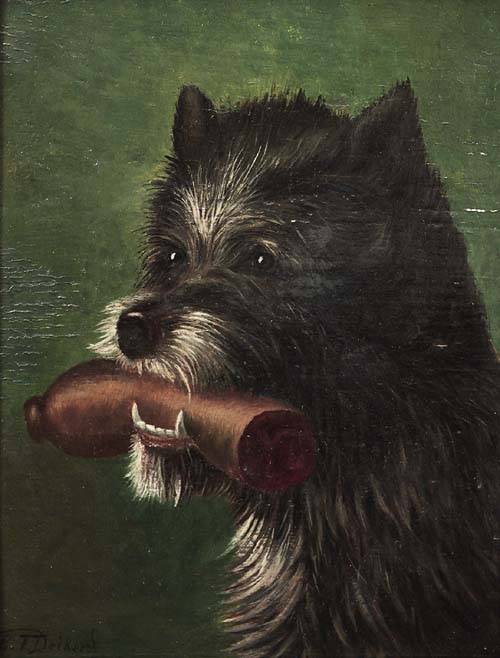
「ソーセージを咥えた犬」
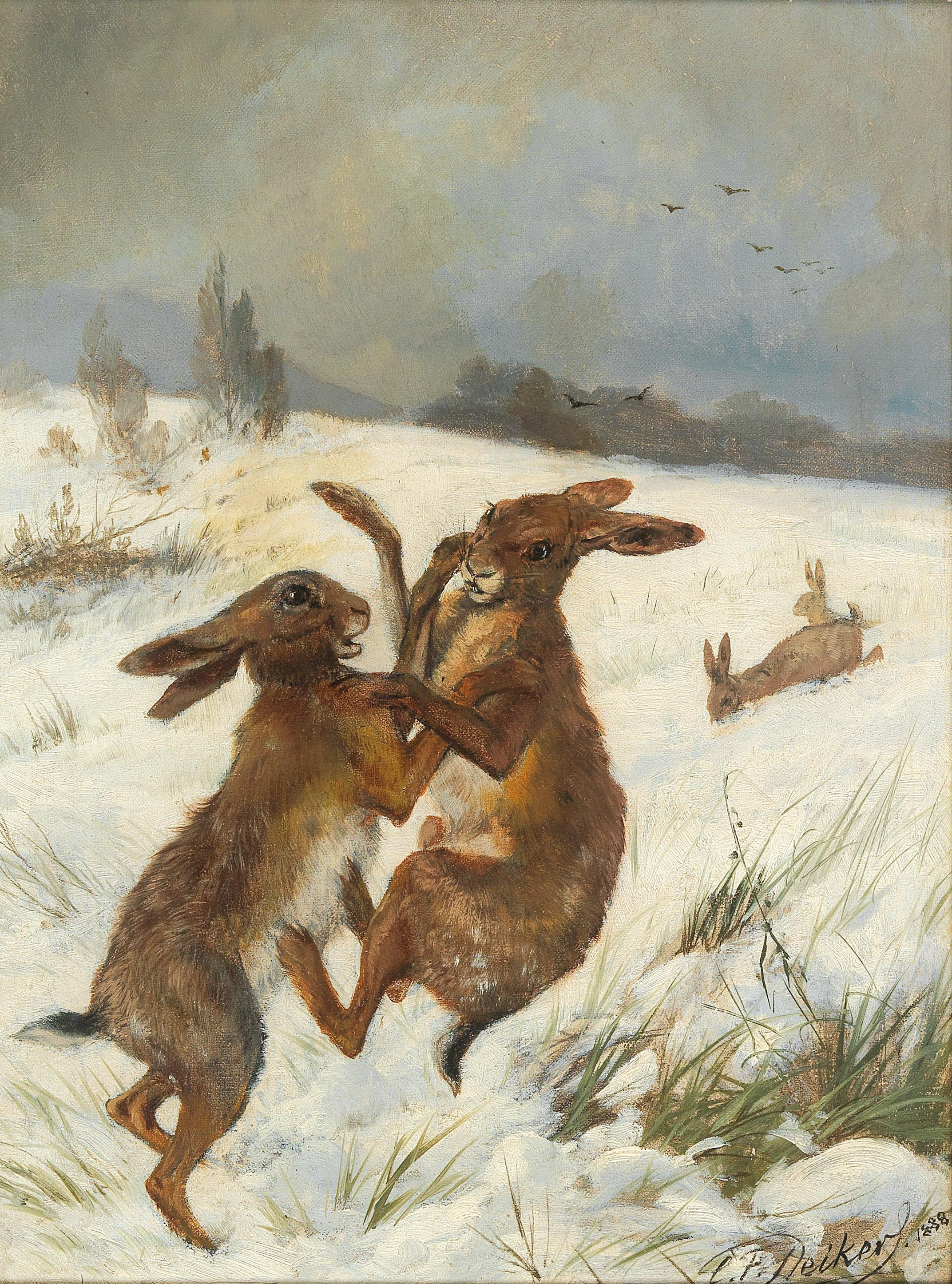
「野兎」
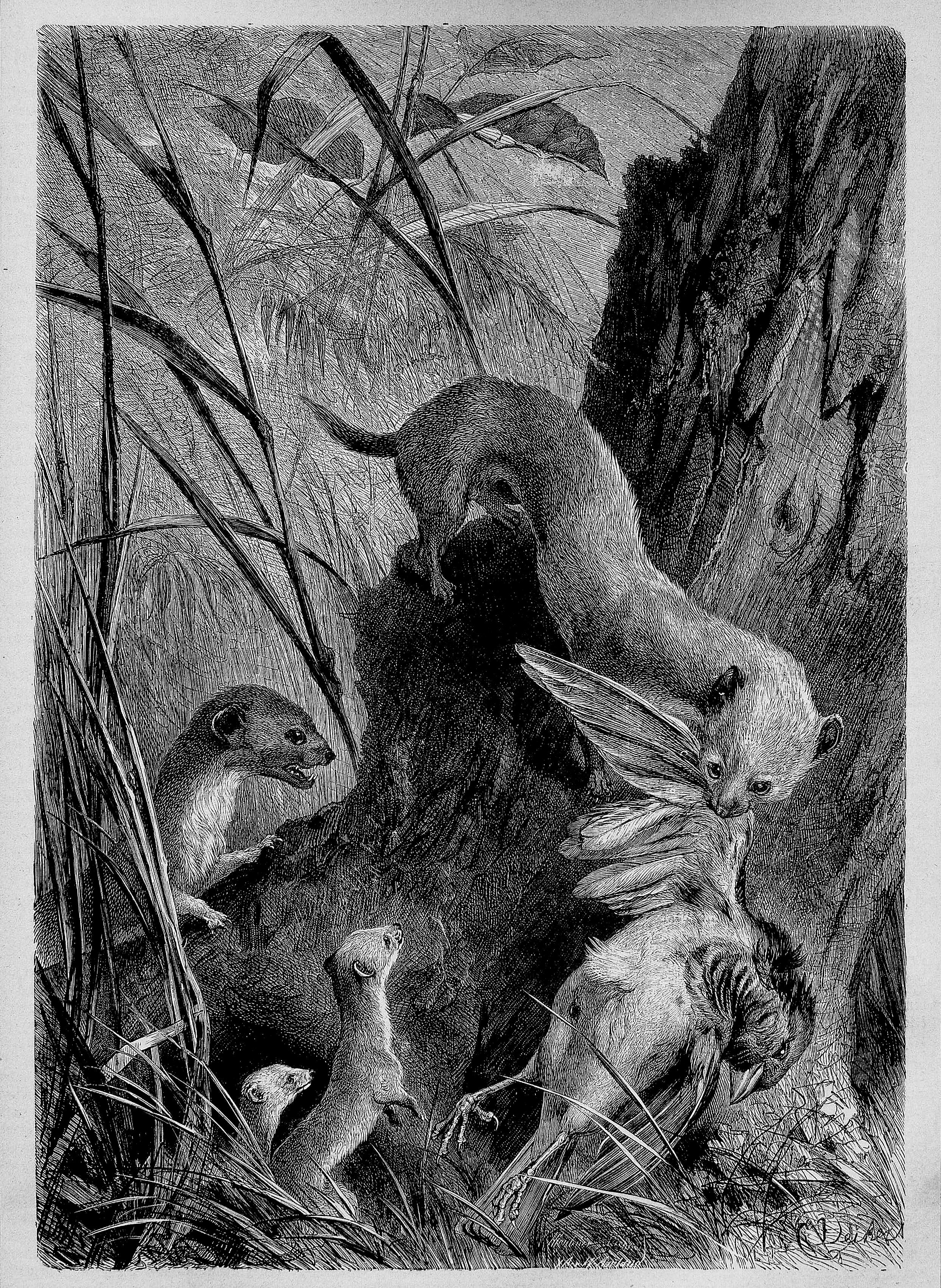
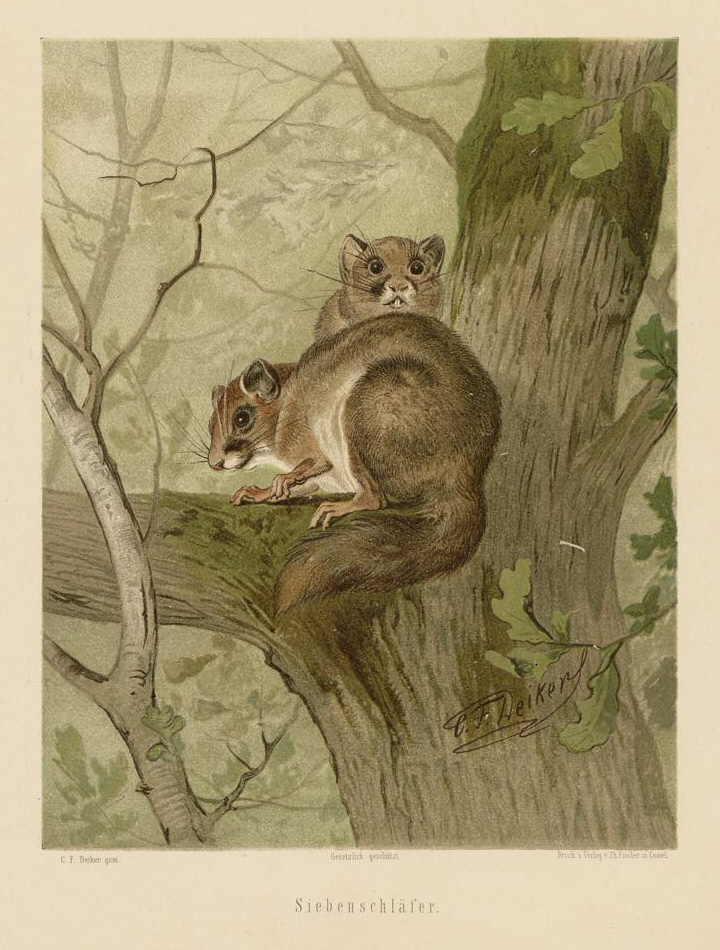
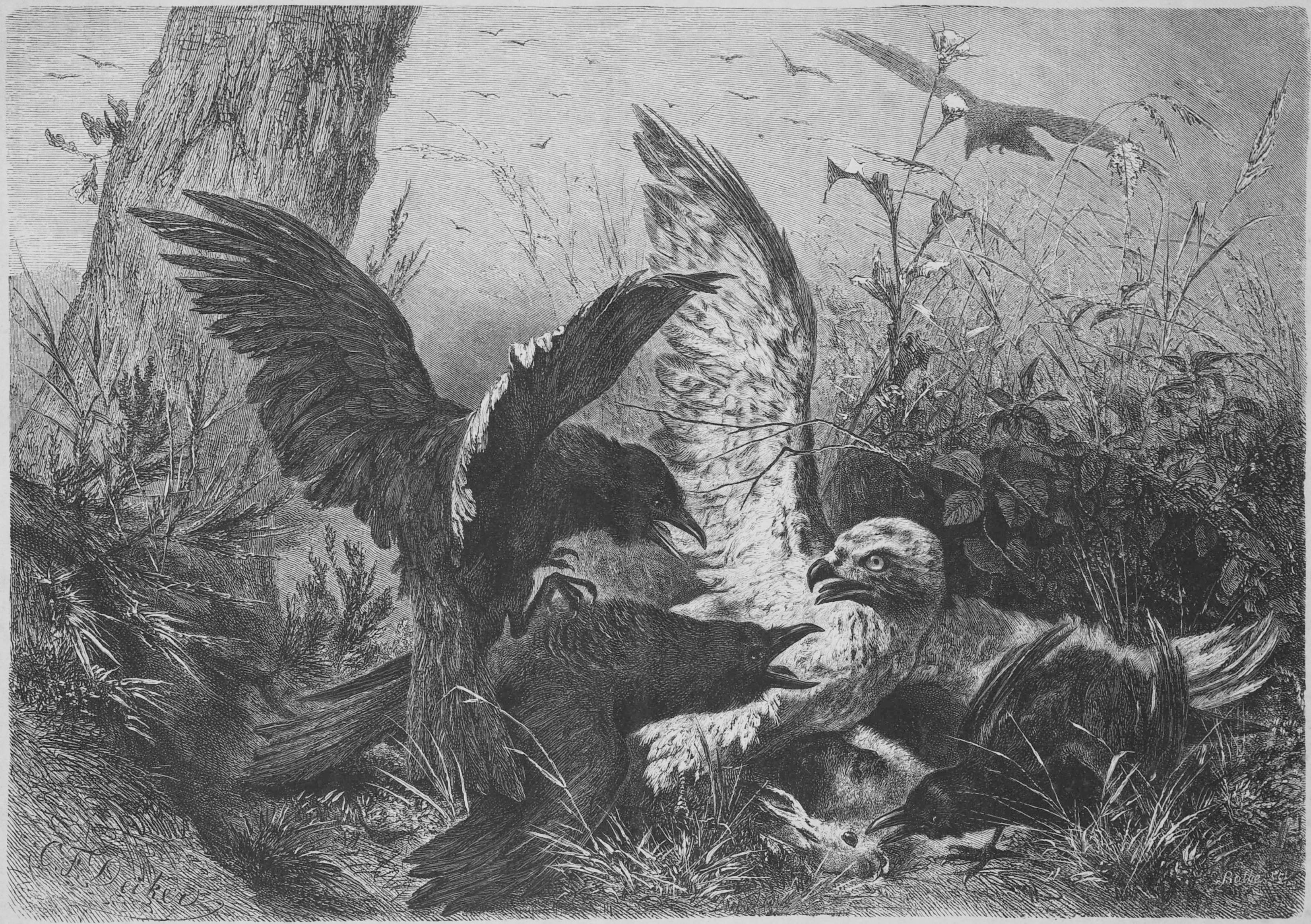